# Leptinogaster pruvoti
Leptinogaster pruvoti is een eenoogkreeftjessoort uit de familie van de Clausidiidae. De wetenschappelijke naam van de soort is voor het eerst geldig gepubliceerd in 1932 door Monod & Dollfus.